# Citrus Bowl 2019
Match précédent Match suivant
Le Citrus Bowl 2019 est un match de football américain de niveau universitaire joué après la saison régulière de 2018, le 1er janvier 2019 au Camping World Stadium d'Orlando dans l'État de Floride aux États-Unis.
Il s'agit de la 73e édition du Citrus Bowl.
Le match met en présence l'équipe des Wildcats du Kentucky issue de la Southeastern Conference et l'équipe des Nittany Lions de Penn State issue de la Big Ten Conference.
Il débute à 13 h 7, heure locale et est retransmis à la télévision par ESPN.
Sponsorisé par la société VRBO (spécialisée dans les locations de vacances), le match est officiellement dénommé le VRBO Citrus Bowl 2019.
Les Wildcats du Kentucky gagnent le match sur le score de 27 à 24.

## Présentation du match
| Équipes                                                                                             | Conférences | Entraîneurs         | Stats. saison rég. | Classements avant le bowl CFP-AP-Coaches |
| --------------------------------------------------------------------------------------------------- | ----------- | ------------------- | ------------------ | ---------------------------------------- |
| Wildcats du Kentucky                                                                                | SEC         | Mark Stoops (en)    | 9-3                | no 14 - no 16 - no 15                    |
| Nittany Lions de Penn State                                                                         | B10         | James Franklin (en) | 9-3                | no 12 - no 13 - no 12                    |
| Arbitre : Riley Johnson (ACC) Équipe donnée favorite par les bookmakers : Penn State par 6,5 points |             |                     |                    |                                          |

Il s'agit de la 6e première rencontre entre ces deux équipes ;
| Saison | Date             | Vainqueur | Score   | Perdant  | Compétition                                         |
| ------ | ---------------- | --------- | ------- | -------- | --------------------------------------------------- |
| 1998   | 1er janvier 1999 | Penn St   | 26 - 14 | Kentucky | Outback Bowl joué à Tampa, Floride                  |
| 1978   | 7 octobre 1978   | Penn St   | 30 - 0  | Kentucky | Saison régulière joué à Lexington, Kentucky         |
| 1977   | 1er octobre 1977 | Kentucky  | 24 - 20 | Penn St  | Saison régulière joué à State College, Pennsylvanie |
| 1976   | 2 octobre 1976   | Kentucky  | 22 - 06 | Penn St  | Saison régulière joué à Lexington, Kentucky         |
| 1975   | 4 octobre 1975   | Penn St   | 10 - 03 | Kentucky | Saison régulière joué à State College, Pennsylvanie |

### Wildcats du Kentucky
Avec un bilan global en saison régulière de 9 victoires et 3 défaites (5-3 en matchs de conférence), Kentucky est éligible et accepte le 2 décembre 2018, l'invitation pour participer au Citrus Bowl de 2019.
Ils terminent 2e de la East Division de la Southeastern Conference derrière les Bulldogs de la Géorgie.
À l'issue de la saison 2018 (bowl non compris), ils seront classés no 14 au classement CFP, no 16 au classement AP et no 15 au classement Coaches.
À l'issue de la saison 2018 (bowl compris), ils seront classés no 12 au classement AP et no 11 au classement Coaches, le classement CFP n'étant pas republié après les bowls.
Il s'agit de leur première apparition au Citrus Bowl.

### Nittany Lions de Penn State
Avec un bilan global en saison régulière de 9 victoires et 3 défaites (6-3 en matchs de conférence), Penn State est éligible et accepte le 2 décembre 2018 l'invitation pour participer au Citrus Bowl de 2019.
Ils terminent 3e de la East Division de la Big Ten Conference derrière no 3 Ohio State et no 14 Michigan.
À l'issue de la saison 2018 (bowl non compris), ils seront classés no 12 au classement CFP, no 13 au classement AP et no 12 au classement Coaches.
À l'issue de la saison 2018 (bowl compris), ils seront classés no 17 aux classements AP et Coaches.
Il s'agit de leur 4e participation au Citrus Bowl :
| Dates            | Saisons | Adversaires  | Scores  | Victoires - Défaites |
| ---------------- | ------- | ------------ | ------- | -------------------- |
| 1er janvier 1994 | 1993    | #6 Tennessee | 31 - 13 | V : 0 - 1            |
| 1er janvier 1998 | 1997    | #6 Florida   | 6 - 21  | D : 1 - 1            |
| 1er janvier 2010 | 2009    | #15 LSU      | 19 - 17 | V : 1 - 2            |

## Résumé du match
Résumé et photo sur la page du site francophone The Blue Pennant.
Début du match à 13 h 07, fin à 16 h 41 pour une durée totale de jeu de 3 h 34 min.
Températures de 26 °C, vent de SSO de 13 km/h, ciel ensoleillé.
| QT          | Temps       | Drive       | Drive       | Drive       | Équipe      | Description de l'action | Score | Score |
| ----------- | ----------- | ----------- | ----------- | ----------- | ----------- | --- | ----- | ----- |
| QT          | Temps       | Jeux        | Yards       | TDP         | Équipe      | Description de l'action | KU    | PSU   |
| 1           | 12:23       | 5           | 24          | 1:52        | KU          | FG de 28 yards par K Miles Butler | 3     | 0     |
| 1           | 00:45       | -           | -           | -           | KU          | Retour de Punt sur 58 yards pour un touchdown par WR Lynn Bowden Jr. + 1 point de conversion par K Miles Butler                          | 10    | 0     |
| 2           | 13:56       | 5           | 75          | 01:49       | PSU         | TD de 1 yard par TE Nick Bowers à la suite d'une réception de passe de QB Trace McSorley + 1 point de conversion par K Jake Pinegar      | 10    | 7     |
| 3           | 12:38       | 6           | 65          | 02:22       | KU          | TD à la suite d'une course de 2 yards par RB Benny Snell Jr. + 1 point de conversion par K Miles Butler                                  | 17    | 7     |
| 3           | 03:48       | 11          | 65          | 06:06       | KU          | FG de 28 yards par K Miles Butler | 20    | 7     |
| 3           | 01:35       | 2           | 66          | 00:57       | KU          | TD à la suite d'une course de 12 yards par RB Benny Snell Jr. + 1 point de conversion par K Miles Butler                                 | 27    | 7     |
| 4           | 13:37       | 10          | 75          | 02:58       | PSU         | TD à la suite d'une course d'1 yard par QB Trace McSorley + 1 point de conversion par K Jake Pinegar                                     | 27    | 14    |
| 4           | 09:00       | 6           | 60          | 02:24       | PSU         | TD de 18 yards par TE Pat Freiermuth à la suite d'une réception de passe de QB Trace McSorley + 1 point de conversion par K Jake Pinegar | 27    | 21    |
| 4           | 04:12       | 12          | 61          | 03:34       | PSU         | FG de 32 yards par K Jake Pinegar | 27    | 24    |
| Score final | Score final | Score final | Score final | Score final | Score final | Score final | 27    | 24    |

## Statistiques
| Nom                  | Équipe   | Poste |
| -------------------- | -------- | ----- |
| Benny Snell Jr. (en) | Kentucky | RB    |

| Statistiques                           | KU                                                  | PSU                                                 |
| 1er down                               | 16                                                  | 22                                                  |
| 1er down à la course                   | 9                                                   | 11                                                  |
| 1er down à la passe                    | 5                                                   | 9                                                   |
| 1er down suite pénalité                | 2                                                   | 0                                                   |
| Conversion de 3e down                  | 3/14                                                | 4/14                                                |
| Conversion de 4e down                  | 0/0                                                 | 1/2                                                 |
| Jeux–yards                             | 57 jeux pour 297 yards                              | 75 jeux pour 410 yards                              |
| Yards à la course                      | 42 courses pour x yards moyenne de 176 yards/course | 40 courses pour x yards moyenne de 164 yards/course |
| Yards à la passe                       | 121                                                 | 246                                                 |
| Passes : Réussies-Tentées-Interceptées | 9/15 passes complétées, 0 interception              | 17/35 passes complétées, 1 interception             |
| Réussite en zone rouge/chances         | 3/3                                                 | 2/2                                                 |
| TD                                     | 3                                                   | 3                                                   |
| Field Goals                            | 2/2                                                 | 0/0                                                 |
| Sacks (Nombre-Yards)                   | 6 pour 33 yards adverses perdus                     | 4 pour 14 yards adverses perdus                     |
| Fumbles (Nombre/Perdus)                | 1/0                                                 | 1/1                                                 |
| Pénalités (Nombre/Yards perdus)        | 3 pour 27 yards perdus                              | 3 pour 24 yards perdus                              |
| Temps de possession                    | 30:42                                               | 29:18                                               |

| Quarterbacks        | Quarterbacks    | Quarterbacks                                                              |
| ------------------- | --------------- | ------------------------------------------------------------------------- |
| KU                  | Terry Wilson    | 9/15 passes complétées, 121 yards, 0 interception, 0 TD, 4 sacks subis    |
| PSU                 | McSorley, Trace | 17/33 passes complétées, 246 yards, 1 interception, 2 TDs, 5 sacks subis  |
| Meilleurs coureurs  |                 |                                                                           |
| UK                  | Benny Snell     | 26 courses pour 144 yards nets gagnés, 2 TDs, moyenne de 5,5 yards/course |
| PSU                 | McSorley, Trace | 19 courses pour 75 yards nets gagnés, 1 TD, moyenne de 3,9 yards/course   |
| Meilleurs receveurs |                 |                                                                           |
| UK                  | Lynn Bowden Jr. | 5 réceptions pour 84 yards gagnés, 0 TD                                   |
| PSU                 | Thompkins, D.   | 4 réceptions pour 74 yards gagnés, 0 TD                                   |
| Meilleurs tacleurs  |                 |                                                                           |
| UK                  | Darius West     | 10 tacles dont 3 en solo,                                                 |
| PSU                 | Parsons, Micah  | 13 tacles dont 8 en solo, 1 fumble forcé                                  |